# Погожев, Фёдор Иванович
Фёдор Иванович Погожев (Погожево) (ум. ок. 1649) — русский воевода начала XVII века.
В 1598 году, будучи московским жильцом, подписался под избирательной грамотой на царство Бориса Годунова. В Смутное время он придерживался партии королевича Владислава, но потом перешёл в противную партию. Когда составилось второе (нижегородское) ополчение, он примкнул к нему, и его подпись стоит под грамотой воеводы Дмитрия Пожарского с товарищами и всех ратных людей, посланной из Ярославля в Вычегду «о всеобщем ополчении городов на защиту отечества и о беззаконной присяге Трубецкого, Заруцкого и казаков новому самозванцу и о скорейшей присылке выборных людей для земского дела и денег для жалованья». При избрании царём Михаила Романова, Фёдор Погожево подписался также под утверждённой грамотой об избрании его на царство.
В сентябре 1615 года он участвовал на съезде русских комиссаров с польскими между Смоленском и Острожками в свите великих уполномоченных послов боярина Ивана Воротынского с товарищами. Когда начавшиеся в январе 1616 года переговоры о мире со шведами в Дедерине к сентябрю этого года можно было считать уже прекратившимися, а шведы угрожали возобновлением военных действий, то царь 12 сентября повелел быть под Псковом Никите Борятинскому, а Фёдору Погожеву поручено было с Невля подвести хлебные припасы. В июне 1617 года королевич Владислав, выступивший уже в апреле этого года в поход против Москвы, был задержан в Вязьме тем, что войско не хотело двигаться вперёд, не дождавшись жалованья. В это время, однако, действовали летучие отряды, прозванные «лисовчиками», под начальством Станислава Чаплинского, и один из таких отрядов пробрался в Ржевский уезд, а оттуда, как было разведано, намеревался идти на Старицу, Торжок и Устюжну. Когда царь извещён был об этом Ржевским воеводой, он послал против этих отрядов Фёдора Погожева, причём ему велено были идти на Волок и оттуда уже, выведав о местонахождении отрядов, двинуться против них. Когда же вскоре государь получил из Кашина, Бежецкого Вepxy и Углича известие, что отряды не только воюют, но намереваются проникнуть в Вологодские и Белозерские места, государь послал из Москвы двух воевод, которым велено было ссылаться с Фёдором Погожевым. В 1618 году Погожев был в том же походе.
В 1625 году ему велено быть воеводой в Угличе, откуда он отпущен был в 1627 году. Когда 14 сентября 1628 года кизильбашские купчины Мирмихтуй Магометов и Юсуп Ахметов были у государя на приёме, а бояре и прочие чины, одетые в золото, присутствовали при этом, то среди дворян находился и Фёдор Погожев. В 1629 году (6 января и 12 июля, в день государевых именин), он находился у стола государя, а в 1630 году — при приёме 17, 21 и 24 февраля шведского посла Ант. Монира, когда присутствовал среди других дворян, одетых в золото. С 14 января 1631 года по 11 октября 1632 года он был вторым воеводой в Тобольске. В 1637 году, среди других дворян, он присутствовал при приёме государем, 30 января, литовского гонца, в том же году 9 апреля в Светлое Христово Воскресение был у стола у государя, а 23 августа, когда литовские посланники Ян Обнорский и Самойла Друцкой-Соколинский были в «ответе» у боярина Фёдора Шереметева с товарищами, и стольники и прочие придворные чины были в золоте, Погожев присутствовал при этом приёме среди дворян. 23 мая 1638 года он участвовал во встрече за Калужскими воротами послов Крымского хана, причём назначен быть головой у сотни дворян. В 1639 году ему велено быть «объезжим головой» в Москве, в Китай-городе, но 23 сентября он был отставлен от этой обязанности. В том же 1639 году (14 апреля) в Светлое Христово Воскресение Погожев был у стола у государя, а 15 августа — у патриарха. 24 февраля 1641 года, когда государь пошёл в село Покровское, Погожев назначен был «дневать и ночевать на государевом дворе» с боярином Фёдором Шереметевым, а 25 февраля — с окольничим Степаном Проестевым. В 1642 году он находился среди стольников и прочих чинов придворных, которым после земского собора (3 января) об Азове был объявлен приговор этого собора.
Умер Фёдор Погожево около 1649 года.